# 水螅花科
水螅花科是開花植物下的一科，也称念珠药科，水螅花目下的唯一一科，擁有10個左右的屬及50個左右的物種，有樹木、灌木與藤本植物等不同類型，大多數分布在熱帶地區。水螅花科原本只包含水螅花屬一屬，現在又多了許多原本被歸類於茶茱萸科下的屬。

## 屬
截至2016年6月，被子植物發生史網站內共記載了11個屬：
- 柴龍樹屬 Apodytes - 6個物種
- 胡桃榄属 卡拉圖拉屬（英语：Calatola） Calatola - 7個物種
- 喬茶萸木屬（英语：Dendrobangia） Dendrobangia - 3個物種
- 团烛木属 Emmotum - 10個物種
- 水螅花屬 Metteniusa - 7個物種
- 云乌榄属 Oecopetalum Greenm. & C. H. Thomps., 1914[1915] - 3個物種
- 玫烛木属 Ottoschulzia Urb.,1912  - 3個物種
- 假海桐屬 Pittosporopsis
- 肖榄属 Platea Blume, 1826 - 5個物種
- 林蜜莓属 Poraqueiba Aubl., 1775 - 3個物種
- 水螅藤属 Rhaphiostylis Planch. ex Benth., 1849 - 10個物種